# Traktove, Krasnohvardiiske
Traktove (în ucraineană Трактове) este un sat în comuna Krasnoznameanka din raionul Krasnohvardiiske, Republica Autonomă Crimeea, Ucraina.

## Demografie
Componența lingvistică a localității Traktove
     Tătară crimeeană (55,08%)
     Rusă (29,66%)
     Ucraineană (14,62%)
     Alte limbi (0,21%)
Conform recensământului din 2001, majoritatea populației localității Traktove era vorbitoare de tătară crimeeană (55,08%), existând în minoritate și vorbitori de rusă (29,66%) și ucraineană (14,62%).